# Serbisch-Orthodoxe Kirchengemeinde in Hamburg

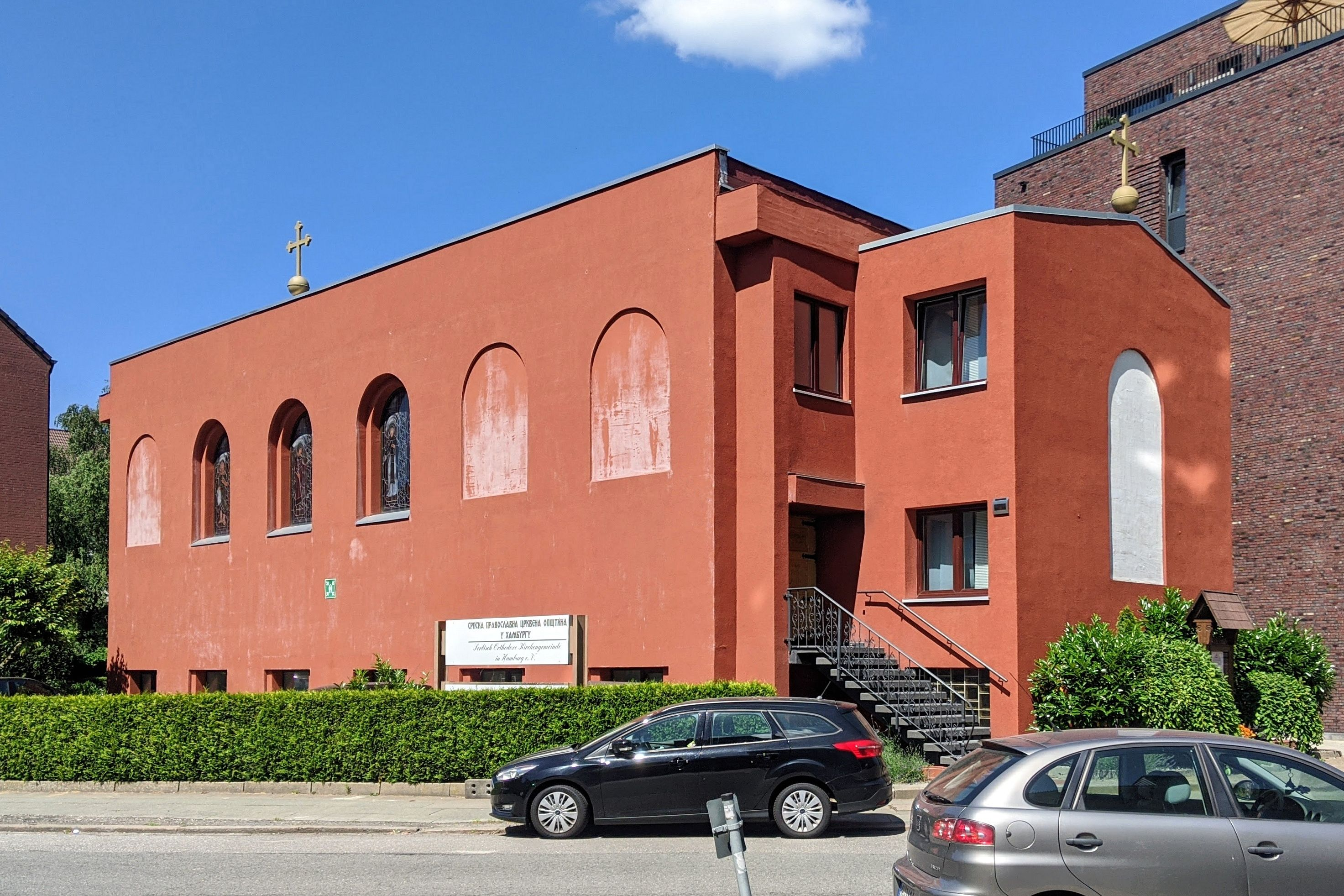
Erzengel-Michael-Kirche in der Eilbeker Schellingstraße (2020)

Die Serbisch-Orthodoxe Kirchengemeinde in Hamburg ist ein Glied der Eparchie von Düsseldorf und ganz Deutschland der Serbisch-orthodoxen Kirche. Sie wurde 1958 in Hamburg gegründet und ihr Einzugsgebiet den gesamten Norddeutschen Raum. Heimat ist die serbisch-orthodoxe Kirche des Heiligen Erzengels Michael in Hamburg-Eilbek.

## Geschichte
Das organisierte orthodoxe kirchliche Leben in Hamburg begann im Jahr 1951 auf Initiative von Pater Mateja Matejić. Der 1924 in Smederevo geborene Matejić verließ während der Besetzung Jugoslawiens durch die Achsenmächte das Land und schloss seine religiöse Seminarausbildung in einem Flüchtlingslager in Eboli in Italien ab. 1949 heiratete er in Westdeutschland Ljubica Nebrigić aus Srem und wurde 1951 zum serbisch-orthodoxen Priester geweiht. Er organisierte Gottesdienste für Flüchtlinge und ehemalige Kriegsgefangene aus Jugoslawien in Norddeutschland. Mateja Matejić und seine junge Familie wanderten 1956 in die Vereinigten Staaten aus.

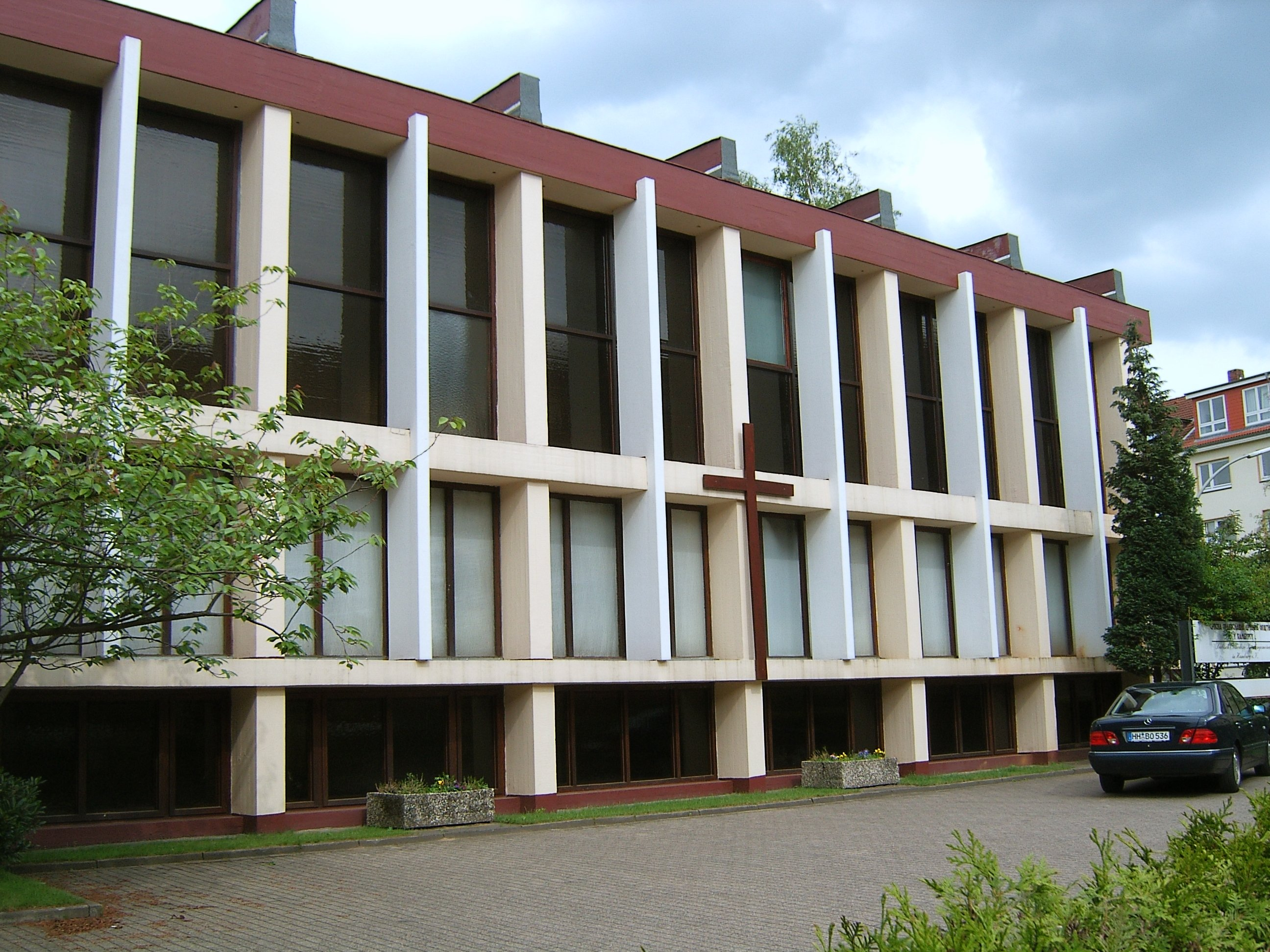
Erzengel-Michael-Kirche vor dem Umbau (2006)

Auf Initiative des Priesters Toma Lilić aus Hannover und einiger Gläubiger wurde die erste offizielle serbisch-orthodoxe Kirchengemeinde in Hamburg dem Apostel und Evangelisten Lukas gewidmet und beim zuständigen Gericht 1958 registriert. 

### Umbau 2001 bis 2024
Die Hamburger Kirche wurde für 1,5 Millionen Euro von 2001 bis 2024 umgebaut. Aufwendige Fresken für 120.000 Euro wurden in langer Arbeit erstellt.
Der Patriarch der SOK Porfirije Peric weihte im Sommer 2024 zusammen mit Metropolit Grigorije Duric, dem geistlichen Oberhaupt der serbisch-orthodoxen Christen in Deutschland in Hamburg.
Das heutige Einzugsgebiet der Gemeinde reicht von Flensburg in Schleswig-Holstein bis nach Soltau in Niedersachsen. Seit 2018 ist Milutin Maric der zuständige Priester in Hamburg mit rund 10.000 Mitgliedern der SOK in ihrem Einzugsgebiet.